# Portia Doubleday
Portia Ann Doubleday (Los Angeles, 1988. június 22. –) amerikai színésznő.
Fontosabb szereplései voltak a Lázongó ifjúság (2009), a Carrie (2013) és A vágyak szigete (2020) című filmekben. 
2015–2019 között Angela Mosst alakította a Mr. Robot című drámasorozatban.

## Gyermekkora és családja
Los Angelesben született és nevelkedett. Szülei Christina Hart (1949–) filmrendező, producer és színésznő, valamint Frank Doubleday (1945–2018) színész. Nővére, Kaitlin (1984–) szintén színésznő.

## Színészi pályafutása
Nyolcévesen szerepelt a Goldfish krékermárka reklámjában, majd még ebben az évben A múmia legendája című filmben kapott egy kisebb szerepet. Szülei ösztönzésére a középiskola elvégzését követően kezdett csak hivatásszerűen színészettel foglalkozni. Főszerepet osztottak rá a Tara alteregói című sorozat próbaepizódjában, a címszereplőt alakító Toni Collette tizenöt éves lányaként. A készítők végül lecserélték Brie Larsonra: miután megváltoztatták a 2009-ben indult sorozat hangvételét, Larsont alkalmasabbnak látták a szerepre.
2009-ben ő játszhatta el a Lázongó ifjúság női főszerepét, Michael Cera partnereként. A filmet Miguel Arteta rendezte, C. D. Payne 1993-as azonos című regényéből. 2011-ben a Mr. Sunshine című szituációs komédia visszatérő, illetve a Gagyi mami 3. – Mint két tojás című filmvígjáték mellékszereplője volt. 2013-ban a Carrie című Stephen King-feldolgozásban negatív főszerepben tűnt fel, valamint A nő című sci-fiben is kisebb szerepet vállalt. 
2014 őszén csatlakozott a Mr. Robot című sorozat szereplőgárdájához. A Rami Malek által játszott főszereplő gyerekkori barátját és jelenlegi munkatársát, Angela Mosst alakította. A színésznő a 2019-ig futó sorozat mind a négy évadjában szerepelt. 2020-ban szerepet kapott A vágyak szigete című horrorfilmben.

## Filmográfia

### Film
| Év   | Magyar cím                     | Eredeti cím                       | Szerep                               | Magyar hang        |
| ---- | ------------------------------ | --------------------------------- | ------------------------------------ | ------------------ |
| 1998 | A múmia legendája              | Legend of the Mummy               | Margaret fiatalon                    |                    |
| 2009 |                                | 18 (rövidfilm)                    | Becky                                |                    |
| 2009 | Lázongó ifjúság                | Youth in Revolt                   | Sheeni Saunders                      | Czető Zsanett      |
| 2010 |                                | In Between Days (rövidfilm)       | Lindley                              |                    |
| 2010 |                                | Almost Kings                      | Lizzie                               |                    |
| 2011 | Gagyi mami 3. – Mint két tojás | Big Mommas: Like Father, Like Son | Jasmine Lee                          | Mezei Kitty        |
| 2012 |                                | K-11                              | Butterfly                            |                    |
| 2012 |                                | Howard Cantour.com (rövidfilm)    | Dakota Zearing                       |                    |
| 2013 | Carrie                         | Carrie                            | Chris Hargensen                      | Bogdányi Titanilla |
| 2013 | A nő                           | Her                               | Isabella                             | nem szólal meg     |
| 2015 |                                | After the Ball                    | Kate "Katie" Kassell / Nate Ganymede |                    |
| 2020 | A vágyak szigete               | Fantasy Island                    | Sloane Maddison                      | Kis-Kovács Luca    |

### Televízió
| Év        | Magyar cím | Eredeti cím  | Szerep      | Megjegyzések                                           |
| --------- | ---------- | ------------ | ----------- | ------------------------------------------------------ |
| 2011      |            | Mr. Sunshine | Heather     | visszatérő szereplő (12 epizód)                        |
| 2015–2019 | Mr. Robot  | Mr. Robot    | Angela Moss | - főszereplő (34 epizód) - magyar hangja: - Eke Angéla |

## Fordítás
- Ez a szócikk részben vagy egészben  a   Portia Doubleday című angol Wikipédia-szócikk ezen változatának fordításán alapul.  Az eredeti cikk szerkesztőit annak laptörténete sorolja fel. Ez a jelzés csupán a megfogalmazás eredetét és a szerzői jogokat jelzi, nem szolgál a cikkben szereplő információk forrásmegjelöléseként.